# CHNOPS

탄소, 수소, 질소, 산소, 인, 황의 그래픽 표현

CHNOPS와 CHON은 살아있는 유기체에서 가장 흔한 원소를 나타내는 두문자어이다. "CHON"은 carbon, hydrogen, oxygen, nitrogen를 의미하며, 이들은 함께 생물학적 시스템 질량의 95퍼센트 이상을 구성한다. "CHNOPS"는 여기에 phosphorus과 sulfur을 추가한 것이다.

## 설명
탄소, 수소, 질소, 산소, 인, 황은 지구상 대부분의 생물학적 분자를 구성하는 공유 결합을 형성하는 6가지 가장 중요한 화학 원소이다. 이 모든 원소는 비금속이다.
| 원소 | 식물 내 질량 | 동물 내 질량 | 생물학적 용도                                                                  |
| ---- | ------------ | ------------ | ------------------------------------------------------------------------------ |
| 탄소 | 12%          | 19%          | 탄수화물, 지질, 핵산, 단백질에서 발견된다.                                     |
| 수소 | 10%          | 10%          | 물, 탄수화물, 지질, 핵산, 단백질에서 발견된다.                                 |
| 질소 | 1%           | 4%           | 핵산, 단백질, 일부 지질(예: 스핑고지질) 및 일부 다당류(예: 키틴)에서 발견된다. |
| 산소 | 77%          | 63%          | 물, 탄수화물, 지질, 핵산, 단백질에서 발견된다.                                 |
| 인   | <1%          | <1%          | 지질, 핵산, 단백질에서 발견된다.                                               |
| 황   | <1%          | <1%          | 단백질 및 일부 다당류에서 발견된다.                                            |

일반적으로 동물에서 C, H, N, O 네 가지 원소는 무게의 약 96%를 구성하며, 주요 무기질(다량 무기질)과 미량 무기질(또한 미량 원소라고도 함)이 나머지를 구성한다.
황은 아미노산인 시스테인과 메티오닌에 포함되어 있다.
인은 모든 세포막의 주요 구성 요소인 지질의 한 종류인 인지질에 포함되어 있다. 이들은 지질 이중층을 형성하여 이온, 단백질 및 기타 분자들이 세포 기능에 필요한 곳에 머무르게 하고, 있어서는 안 되는 영역으로 확산되는 것을 방지한다. 인산기는 또한 핵산(DNA 및 RNA의 일반 명칭) 골격의 필수 구성 요소이며, 모든 살아있는 생물에서 세포에 에너지를 공급하는 데 사용되는 주요 분자인 ATP를 형성하는 데 필요하다.
C형 소행성은 CHON 원소가 풍부하다.
이러한 소행성은 가장 흔한 유형이며 운석 형태로 지구와 자주 충돌한다. 이러한 충돌은 지구 역사 초기에 특히 흔했으며, 이 충돌체들은 행성의 바다 형성에 결정적인 역할을 했을 수 있다.
모든 CHON 원소를 포함하는 가장 간단한 화합물은 각각 하나의 원자를 가진 이성질체인 뇌산 (HCNO), 아이소뇌산 (HONC), 사이안산 (HOCN), 아이소사이안산 (HNCO)이다.

## 같이 보기
- 화학 원소의 풍부함
- 생화학
- 생물무기화학
- 탄소기반 생명
- 미량영양소